# Зінаїда Гречаний
Зінаїда Петрівна Гречаний (рум. Zinaida Greceanîi; нар. 7 лютого 1956, селище Металіст, Томська область, Російська РФСР) — молдовська державна та політична діячка, колишня голова Парламенту Молдови.
Депутатка парламенту Республіки Молдова, голова фракції Партії соціалістів у Парламенті РМ XX скликання, колишня прем'єр-міністр Молдови (2008—2009).

## Життєпис
Народилася 7 лютого 1956 в селищі Металіст Томської області. Її батьки були вислані до Сибіру в 1945.
1957 Гречаний повернулися в рідне село. Закінчила Кишинівський фінансово-економічний коледж і Кишинівський державний університет за спеціальністю «економіст». Після закінчення коледжу з 1974 до 1991 працювала головною бухгалтеркою, старшою інспекторкою, старшою інспекторкою-ревізором, завідувачкою бюджетного відділу Бричанського районного фінансового управління.
У 1991—1994 працювала завідувачкою бюджетного відділу, заступницею начальника Бричанського районного фінансово-економічного управління, що виконує обов'язки заступника голови Бричанського районного виконавчого комітету.
У 1994—1996 виконувала обов'язки заступника начальника Головного управління розробки і аналізу бюджету, була завідувачкою відділу місцевих бюджетів Бюджетного департаменту Міністерства фінансів. У 1996—2000 працювала начальницею Головного управління розробки і синтезу бюджету, директором Бюджетного департаменту.
У 2000—2001 стала заступницею міністра фінансів. У 2001—2002 вона була першою заступницею міністра фінансів. Указом Президента Молдови від 8 лютого 2002 призначена виконувачкою обов'язків міністра фінансів. 26 лютого 2002 Зінаїда Гречаний стала міністром фінансів. Указом Президента 10 жовтня 2005 року призначена на посаду першого віцепрем'єра.
10 і 24 липня 2005 брала участь у виборах примара Кишинева. Вона отримала 78 018 (50,15 %) і 96 250 (87,78 %) голосів. Ці вибори визнали недійсними через те, що в них взяла участь менш як одна третина виборців, внесених у виборчі списки.
13 травня 2009 в ході пленуму ЦК Партії комуністів Республіки Молдова обрана основною претенденткою на посаду Президента Молдови. На президентських виборах, що відбулися 20 травня 2009, набрала 60 із необхідних 61 голосів через бойкот, оголошений опозицією.
14 вересня 2009 пішла у відставку з посади прем'єр-міністра і стала депутаткою Парламенту Молдови.
4 листопада 2011 покинула фракцію Партії комуністів у парламенті разом з депутатами Ігорем Додоном і Веронікою Абрамчук.
Очолила передвиборний список Партії соціалістів Республіки Молдова на чергових парламентських виборах 30 листопада 2014.
Обрана членкинею Комісії з економіки, бюджету та фінансів.
2015 року вкотре взяла участь у виборах примара Кишинева. У першому турі виборів, що відбувся 14 червня, посіла друге місце (35,68 % голосів), поступившись чинному примарю Доріну Кіртоаке (37,52 % голосів). 28 червня в другому турі виборів знову не змогла обійти Кіртоаке, набравши 46,46 % проти 53,54 % у чинного примара.
У жовтні 2020 захворіла на COVID-19.
Одружена, має двох дітей.